# Frédéric Herpoel
Frédéric Herpoel (16 d'agost de 1974) és un exfutbolista belga.

## Selecció de Bèlgica
Va formar part de l'equip belga a la Copa del Món de 2002.